# Circonscription autonomique de Castellón
Ne doit pas être confondu avec Circonscription électorale de Castellón.
La circonscription électorale de Castellón est l'une des trois circonscriptions électorales de la Communauté valencienne pour les élections au Parlement valencien.
Elle correspond géographiquement à la province de Castellón.

## Synthèse
| AP & alliés |       | 10 | 8  |    |    |    |    |    |    |    |    |    |  |  |  |
| IU - PCE    |       | 1  | 1  | 1  | 2  | 1  | 1  | 2  | 1  |    |    |    |  |  |  |
| PSOE        |       | 14 | 11 | 11 | 8  | 9  | 9  | 10 | 9  | 6  | 7  | 8  |  |  |  |
| CDS         |       |    | 3  |    |    |    |    |    |    |    |    |    |  |  |  |
| UV          |       |    |    | 1  | 1  |    |    |    |    |    |    |    |  |  |  |
| PP          |       |    |    | 9  | 11 | 12 | 13 | 12 | 13 | 8  | 5  | 10 |  |  |  |
| Compromís   |       |    |    |    |    |    |    |    | 1  | 4  | 4  | 3  |  |  |  |
| Podemos     |       |    |    |    |    |    |    |    |    | 3  | 2  |    |  |  |  |
| Cs          |       |    |    |    |    |    |    |    |    | 3  | 4  |    |  |  |  |
| Vox         |       |    |    |    |    |    |    |    |    |    | 2  | 3  |  |  |  |
|             |       |    |    |    |    |    |    |    |    |    |    |    |  |  |  |
| Total       | Total | 25 | 23 | 22 | 22 | 22 | 23 | 24 | 24 | 24 | 24 | 24 |  |  |  |

## Résultats détaillés

### 1983
| Parti        | Parti | Députés élus |
| ------------ | ----- | --- |
| PSPV-PSOE    |       | Felipe Guardiola Sellés, Ernesto Fenollosa Ten, Juan Callao Capdevila, Miguel López Muñoz, Félix Rodríguez Velasco, Alfredo Roe Justiniano, Agapito Martínez Ansuátegui, Joaquín Nebot Monzonís, Ximo Puig, José Rubio Segarra, Ricardo Núñez Martín, Gonzalo Centelles Nebot, Jaume López Granell, Juan Sanchordí Pitarch |
| AP-PDP-UL-UV |       | José Tovar Vicente, Joaquín Farnós Gauchía, Daniel Ansuátegui Ramo, José Antonio Bandrés Salvador, Carlos Murria Arnau, Salvador Llácer Baixauli, Francisco Martínez Clausich, Vicente Navarro Viciedo, José Vives Borrás, José Jaime Fernández Campello                                                                   |
| PCE-PCPV     |       | Vicente Zaragoza Meseguer |

- Juan Sanchordí (PSPV-PSOE) ne siège pas et est remplacé dès l'ouverture de la législature par Alfredo Cadroy Gil.
- José Jaime Campello (AP) est remplacé en février 1984 par María de la Piedad Ortells Agut (PDP).
- Ximo Puig (PSPV-PSOE) est remplacé en avril 1986 par Avelino Roca Albert.

### 1987
| Parti     | Parti | Députés élus |
| --------- | ----- | --- |
| PSPV-PSOE |       | Felipe Guardiola Sellés, Ernesto Fenollosa Ten, Juan Callao Capdevila, Félix Rodríguez Velasco, Ernesto Nabás Orenga, Alfredo Roe Justiniano, Rosa María Morte Julián, León Bravo Escoi, Joaquín Nebot Monzonís, Avelino Roca Albert, Artemi Rallo |
| AP        |       | Francisco Martínez Clausich, Daniel Ansuátegui Ramo, Enrique Gómez Guarner, Joaquín Farnós Gauchía, Vicent Marco Moreno, José Antonio Boix González, José Vives Borrás, Francisco Javier Perelló Oliver                                            |
| CDS       |       | Pedro Enrique Gozalbo Herrero, Vicente Bueso Aragonés, Carlos Laguna Asensi |
| EU-UPV    |       | Aureli Ferrando Muria |

### 1991
| Parti     | Parti | Députés élus |
| --------- | ----- | --- |
| PSPV-PSOE |       | Ernesto Fenollosa Ten, Ernesto Nabás Orenga, Rosa María Morte Julián, Juan Callao Capdevila, Avelino Roca Albert, Artemi Rallo, Joaquín Nebot Monzonís, Carmen Monzó Juan, Ignacio López Arribas, José Ramón Tiller Fibla, José Luis Nebot Martí |
| PPCV      |       | Enrique Gómez Guarner, Fernando Castelló Boronat, Daniel Ansuátegui Ramo, Eduardo Escrig Reverter, Manuel Ramírez Valentín, José Vives Borrás, Luis Tena Ronchera, Vicent Aparici Moya, Luciano Guillermo Monzonís Rey                           |
| UV        |       | Joaquín Farnós Gauchía |
| EUPV      |       | Francesc Colomer Sánchez |

### 1995
| Parti     | Parti | Députés élus |
| --------- | ----- | --- |
| PPCV      |       | Carlos Fabra, Fernando Castelló Boronat, Enrique Gómez Guarner, Alejandro Font de Mora Turón, María Ascensión Figueres Górriz, Luis Tena Ronchera, Francisco Moliner Colomer, José Luis Ramírez Sorribes, Antonio Fornás Tuzón, Miguel Barrachina, Manuel Ramírez Valentín |
| PSPV-PSOE |       | Francisco Javier Sanahuja Sanchis, Ernesto Fenollosa Ten, Rosa María Morte Julián, Jesús Huguet Pascual, María del Carmen Lorenz Sos, Enrique Manuel Ayet Fortuño, Ernesto Nabás Orenga, Avelino Roca Albert                                                               |
| EU-EV     |       | Francesc Colomer Sánchez, Carmen Cana Moñita |
| UV        |       | José Manuel Igual Nebot |

- Manuel Ramírez (PPCV) ne siège pas et est remplacé dès l'ouverture de la législature par Ricardo Costa Climent.
- José Luis Ramírez (PPCV) est remplacé en juillet 1995 par Rosa María Barrieras Mombrú.
- Carlos Fabra (PPCV) est remplacé en septembre 1995 par Manuel Prieto Honorato.
- Enrique Gópez (PPCV) est remplacé en juillet 1996 par María Rosario Vicent Saera.

### 1999
| Parti       | Parti | Députés élus |
| ----------- | ----- | --- |
| PPCV        |       | Carlos Fabra, Fernando Castelló Boronat, María Ascensión Figueres Górriz, Alejandro Font de Mora Turón, José Luis Ramírez Sorribes, Luis Tena Ronchera, Rosa María Barrieras Mombrú, Ricardo Costa Climent, Miguel Barrachina, Antonio Fornás Tuzón, Laura Gómez Abego, Manuel Prieto Honorato |
| PSPV-PSOE-p |       | Ximo Puig, María Mercedes Sanchordi García, Francesc Colomer Sánchez, Joaquín González Sospedra, Gema Torres Zaragoza, Daniel Gozalbo Bellés, Avelino Roca Albert, Cristina Lozano Salvador, Carmina Martinavarro Molla                                                                        |
| EUPV        |       | Ramón Cardona Pla |

- Ascensión Figueres (PPCV) est remplacée en août 1999 par María Rosario Vicent Saera.
- Carlos Fabra (PPCV) est remplacé en décembre 1999 par Francisco Moliner Colomer.
- Miguel Barrachina (PPCV) est remplacé en septembre 2002 par Elvira Suanzes Fernández.

### 2003
| Parti     | Parti | Députés élus |
| --------- | ----- | --- |
| PPCV      |       | José Víctor Campos Guinot, Rosa María Barrieras Mombrú, Alejandro Font de Mora Turón, Fernando Castelló Boronat, Ana Michavila Núñez, María Soledad Linares Rodríguez, Vicente Rambla Momplet, Elvira Suanzes Fernández, Ricardo Costa Climent, José Luis Ramírez Sorribes, José Blas Moles Alagarda, Francisco Javier Tomás Puchol, Jaime Mundo Alberto |
| PSPV-PSOE |       | Ximo Puig, Amparo Marco Gual, Francesc Colomer Sánchez, Isabel María Escudero Pitarch, Joaquín González Sospedra, María Mercedes Sanchordi García, Adolfo Sanmartín Besalduch, María José Mendoza García, Tomás Polo Poveda |
| Entesa    |       | Ramón Cardona Pla |

- Ana Michavila (PPCV) est remplacée en juin 2003 par Juan Mariano Castejón Chaler.
- Fernando Castelló (PPCV) est remplacé en juin 2003 par Herminia Palomar Pérez.
- José Moles (PPCV) est remplacé en juin 2003 par Ricardo Martínez Rodríguez.
- José Luis Ramírez (PPCV) est remplacé en mars 2004 par Carolina Salvador Moliner.

### 2007
| Parti     | Parti | Députés élus |
| --------- | ----- | --- |
| PPCV      |       | Alejandro Font de Mora Turón, María Soledad Linares Rodríguez, Ricardo Costa Climent, Vicente Rambla Momplet, Herminia Palomar Pérez, Ana Michavila Núñez, Rosa María Barrieras Mombrú, José Marí Olano, Alberto Fabra, Ricardo Martínez Rodríguez, María Fernanda Vidal Causanilles, Jaime Mundo Alberto |
| PSPV-PSOE |       | Isabel María Escudero Pitarch, Ximo Puig, Amparo Marco Gual, Juan Ignacio Subías Ruiz de Villa, María José Salvador Rubert, Adolfo Sanmartín Besalduch, Clara Tirado Museros, Francesc Colomer Sánchez, María Soledad Sorribes Martínez, Vicent Esteve Nebot                                              |
| EUPV      |       | Marina Albiol Guzmán, Josep María Pañella Alcácer |

- Ana Michavila (PPCV) est remplacée en juillet 2007 par Juan Mariano Castejón Chaler.
- Francesc Colomer (PSPV-PSOE) est remplacé en juillet 2007 par María Mercedes Sanchordi García.

### 2011
| Parti     | Parti | Députés élus |
| --------- | ----- | --- |
| PPCV      |       | Alberto Fabra, María Soledad Linares Rodríguez, Manuel Cervera Taulet, Vicente Rambla Momplet, María Fernanda Vidal Causanilles, Alejandro Font de Mora Turón, Ricardo Costa Climent, Rosa María Barrieras Mombrú, Ricardo Martínez Rodríguez, María Carmen Amorós Granell, Juan Mariano Castejón Chaler, Rubén Ibáñez Bordonau, Jaime Mundo Alberto |
| PSPV-PSOE |       | Francisco Toledo Lobo, Óscar Tena García, Clara Tirado Museros, Juan Ignacio Subías Ruiz de Villa, Ana María Besalduch Besalduch, José Benlloch Fernández, María José Salvador Rubert, Vicent Esteve Nebot, Delia Valero Ferri |
| Compromís |       | Josep María Pañella Alcácer |
| EUPV      |       | Marina Albiol Guzmán |

- Manuel Cervera (PPCV) est remplacé en décembre 2011 par María Nieves Martínez Tarazona.
- Vicent Esteve (PSPV-PSOE) est remplacé en mai 2012 par Miguel Ángel Guillén Galindo.
- Marina Albiol (EUPV) est remplacée en mai 2014 par Víctor Tormo Ruiz.
- Vicente Rambla (PPCV) est remplacé en juillet 2014 par Manuel Martín Sánchez.
- Ricardo Costa (PPCV) est remplacé en janvier 2015 par Verónica Hernández Agramunt.

### 2015
| Parti     | Parti | Députés élus |
| --------- | ----- | --- |
| PPCV      |       | Isabel Bonig, Alejandro Font de Mora Turón, Vicente Casanova Claramonte, Máximo Hartwig Buch Torralva, Beatriz Gascó Enríquez, Rubén Ibáñez Bordonau, Miguel Ángel Mulet Taló, Marta Gallén Peris |
| PSPV-PSOE |       | Ximo Puig, Eva Alcón Soler, Francesc Colomer Sánchez, Clara Tirado Museros, Enrique Vidal Pérez, María José Salvador Rubert                                                                       |
| Compromís |       | Vicent Marza Ibañez, Mónica Álvaro Cerezo, Belén Bachero Traver, Víctor Garcia i Tomàs |
| Cs        |       | Mercedes Ventura Campos, David de Miguel Martínez, Alberto García Salvador |
| Podemos   |       | César Jiménez Doménech, Cristina Cabedo Laborda, Marc Pallarés Piquer |

- Francesc Colomer (PSPV-PSOE) est remplacé en juillet 2015 par Juan Ignacio Subías Ruiz de Villa.
- Enrique Vidal (PSPV-PSOE) est remplacé en septembre 2015 par María Sabina Escrig Monzó.
- Máximo Buch (PPCV) est remplacé en septembre 2015 par José Ramón Calpe Saera.
- Eva Alcón (PSPV-PSOE) est remplacée en avril 2017 par Ana María Besalduch Besalduch.
- Marc Pallarès (Podemos) est remplacé en mars 2018 par Irene Rosario Gómez Santos.

### 2019
| Parti     | Parti | Députés élus |
| --------- | ----- | --- |
| PSPV-PSOE |       | Ximo Puig, María José Salvador Rubert, Ernesto Blanch Marín, María Sabina Escrig Monzó, Carlos Laguna Asensi, Ana María Besalduch Besalduch, Francisco Gil García |
| PPCV      |       | Miguel Barrachina, Luís Martínez Fuentes, Rubén Ibáñez Bordonau, Beatriz Gascó Enríquez, María Luisa Mezquita Juan                                                |
| Cs        |       | Mercedes Ventura Campos, Cristina Gabarda Ortín, Eduardo del Pozo Querol, Vicente Fernández García                                                                |
| Compromís |       | Vicent Marza Ibañez, Mónica Álvaro Cerezo, Belén Bachero Traver, José Silverio Tena Sánchez                                                                       |
| Vox       |       | María de los Llanos Massó Linares, David Muñoz Pérez |
| Unides    |       | Irene Rosario Gómez Santos, Cristina Cabedo Laborda |

- David Muñoz (Vox) est remplacé en septembre 2019 par Rebeca Serna Rosell.

### 2023
| Parti     | Parti | Députés élus |
| --------- | ----- | --- |
| PPCV      |       | Alberto Fabra, Marta Barrachina Mateu, Miguel Barrachina, Salomé Pradas Ten, Rubén Ibáñez Bordonau, Susana Fabregat Carrasquer, Salvador Aguilella Ramos, Beatriz Gascó Enríquez, Adoración Llop Montón, Wenceslao Alós Valls |
| PSPV-PSOE |       | Rafael Simó Sancho, María José Salvador Rubert, Silvia Gómez Rey, José Luis Lorenz Andrés, Ana María Besalduch Besalduch, Rocío Ibáñez Candelera, Ernesto Blanch Marín, Carlos Laguna Asensi                                  |
| Compromís |       | Vicent Marza Ibañez, Verónica Ruiz Escrig, Mónica Álvaro Cerezo |
| Vox       |       | María de los Llanos Massó Linares, David Muñoz Pérez, Jesús Albiol Talaya |

- Marta Barrachina (PPCV) est remplacée le 20 septembre 2023 par Jesús Antonio Lecha Tena.
- Alberto Fabra (PPCV) est remplacé le 20 septembre 2023 par Candela Anglés Querol.
- Salomé Pradas (PPCV) est remplacée le 20 septembre 2023 par José Domingo Giner Beltrán.
- Susana Fabregat (PPCV) est remplacée le 20 septembre 2023 par María Nieves Martínez Tarazona.
- Rubén Ibáñez (PPCV) est remplacé le 20 septembre 2023 par Luis Martínez Fuentes.
- Carlos Laguna (PSPV-PSOE) est remplacé le 25 octobre 2023 par Sofía Fernández Aparicio.